# Torila
Torila – wieś w Estonii, w prowincji Tartu, w gminie Alatskivi.